# G-CSF
Der Granulozyten-Kolonie-stimulierende Faktor (engl. Granulocyte-Colony Stimulating Factor, G-CSF) ist ein Peptidhormon, das als Cytokin unter anderem bei Entzündungen vom Körper ausgeschüttet wird und die Bildung von Granulozyten anregt.

## Struktur
Das humane Glykoprotein besteht aus 174 Aminosäuren, ist an der Hydroxygruppe des Threonin 133 glykosyliert und besitzt eine Molekülmasse von 19,6 kDa. Die Glykosylierung macht etwa 4 % des Gesamtgewichts aus und besteht aus α-N-Acetyl-Neuraminsäure, β-Galactose und N-Acetyl-Galactosamin. Die Glykosylierung des G-CSF spielt eine wesentliche Rolle bei der Stabilität des Proteins und bei der Stimulierung bestimmter Funktionen der neutrophilen Granulozyten. Ein weiteres wesentliches Element der Sekundärstruktur sind zwei Disulfidbrücken. Das humane Gen von G-CSF liegt auf Chromosom 17 im Genlocus q11.2-q12.

## Biologische Funktion
G-CSF stimuliert das Überleben und die Proliferation unreifer Vorläuferzellen des hämatopoetischen Systems (Prä-CFU) und determinierter Progenitorzellen für neutrophile Granulozyten (CFU-GM). G-CSF wird als Medikament gegeben, wenn aufgrund einer Chemotherapie bei Krebserkrankungen die Anzahl bestimmter weißer Blutkörperchen (neutrophiler Granulozyten) auf zu niedrige Werte abzusinken droht und dadurch die Gefahr für Infektionen ansteigt. G-CSF wird in den meisten Fällen prophylaktisch gegeben, bevor die Werte zu weit abgesunken sind. In der Dosierung, die bei der Gabe als Medikament erreicht wird, verkürzt G-CSF auch die Entwicklungszeit von den Vorläuferzellen zu den reifen neutrophilen Granulozyten von ca. 7 auf 1,5 Tage.
Weiterhin wirkt G-CSF auch auf die reifen neutrophilen Granulozyten. Diese Zellen besitzen ebenfalls G-CSF-Rezeptoren. Durch G-CSF werden diese Zellen aktiviert und finden chemotaktisch den Weg zu Infektionsherden, wo sie dann die Bakterien aufnehmen und abtöten. Für diese Funktionen der neutrophilen Granulozyten könnte die Glykosylierung von Bedeutung sein. Der Vorgang der Bakterienabtötung wird auch durch G-CSF gesteigert, indem die Superoxid-Produktion in den Zellen erhöht wird.
Eine weitere Wirkung von G-CSF betrifft die hämatopoetischen (blutbildenden) Vorläuferzellen. Hier bewirkt G-CSF die Ablösung der Zellen von ihrer Umgebung im Knochenmark. Aus diesem Grund werden nach der Gabe von G-CSF diese Vorläuferzellen teilweise aus dem Knochenmark in das periphere Blut abgegeben und können hier nachgewiesen werden. Dieser Effekt wird ausgenutzt, indem bei Patienten, die eine hochdosierte Chemotherapie erhalten sollen, oder bei gesunden Blutstammzell-Spendern G-CSF gegeben wird, und dann die Vorläuferzellen aus dem peripheren Blut gesammelt werden können. Dieser Sammelvorgang heißt Apherese. Nach der hochdosierten Chemotherapie erhalten die Patienten dann entweder die eigenen Blutstammzellen zurück (autologe Transplantation) oder die Blutstammzellen eines bezüglich der Gewebemerkmale passenden Spenders (allogene Transplantation). Diese periphere Blutstammzelltransplantation, die durch die G-CSF-Gabe und die Apherese möglich wurde, hat die Knochenmarktransplantation bereits weitgehend ersetzt.

## Rekombinantes G-CSF
Als Arzneistoff wird G-CSF rekombinant entweder aus CHO-Zellen (Lenograstim) oder aus dem Bakterium E. coli (Filgrastim) hergestellt. Die Aminosäuresequenz von Filgrastim und Lenograstim ist identisch, das neuere Lenograstim ist darüber hinaus – dem natürlichen Vorbild entsprechend – an Position 133 glykosyliert. Zusätzlich existiert G-CSF auch in PEGylierter Form (Lipegfilgrastim und Pegfilgrastim).
Der Arzneistoff bewirkt nach dem heutigen Stand der Forschung, dass sich
1. infektiöse Nebenwirkungen einer Chemotherapie reduzieren lassen (Krebsbehandlung)
2. die Neutropenie durch permanente Substitution der fehlenden Granulozyten therapieren lässt
3. Stammzellen aus dem Knochenmark lösen und ins periphere Blut gelangen (Stammzelltransplantation)

## Nebenwirkungen
Häufige Nebenwirkungen von G-CSF umfassen Knochen- und Muskelschmerzen sowie diverse unspezifische Beschwerden (Übelkeit, Erbrechen, Durchfall, Appetitlosigkeit, Schleimhautentzündungen, Haarausfall, Laborveränderungen).
Seltene Nebenwirkungen umfassen Infiltrate der Lunge mit Husten, Fieber und Atemnot bis hin zum Acute Respiratory Distress Syndrome (ARDS), Vergrößerung der Milz bis hin zur Milzruptur, sowie Leukozytose.
Eine amerikanische Studie warnt darüber hinaus vor der Anwendung bei Patienten mit Sichelzellanämie, da hier schwere Nebenwirkungen bis hin zum Multiorganversagen häufig zu sein scheinen.
Das US National Marrow Donor Program untersucht die amerikanischen Knochenmarkspender, die mit Filgrastim behandelt wurden, jährlich nach. Hierbei wurde in einer Kohorte von 4015 Spendern, deren G-CSF-Behandlung zwischen einem und neun Jahren vorüber war, bisher keine erhöhte Inzidenz von Krebserkrankungen festgestellt. Leukämiefälle wurden in dieser Kohorte keine gefunden.
In Reviews wird dies anerkannt, jedoch darauf hingewiesen, dass zum Auffinden eines zehnfach erhöhten Risikos mehr als 2000 Spender über zehn Jahre beobachtet werden müssten.
Im August 2013 wies der Hersteller der Präparate Neupogen® und Neulasta® (Amgen) in einem Rote-Hand-Brief darauf hin, dass die Behandlung mit Filgrastim/Pegfilgrastim mit dem Risiko von Kapillarlecksyndrom (capillary leak syndrome, CLS) bei Krebspatienten und gesunden Spendern verbunden ist.

## Handelsnamen
- Filgrastim: Biograstim, Filgrastim HEXAL, Leucita, Neupogen, Nivestim, Ratiograstim, Accofil
- Lenograstim: Granocyte
- Lipegfilgrastim: Lonquex
- Pegfilgrastim: Neulasta, Pelmeg, Pelgraz, Ziextenzo